# Tiếng Lai
Ngôn ngữ Lai hay Lai Chin là ngôn ngữ thuộc nhóm ngôn ngữ Kuki-Chin trung tâm khác nhau được sử dụng bởi người Lai, một dân tộc thuộc "nhóm Kuki-Chin" cư trú chủ yếu ở bang Mizoram Ấn Độ, bang Chin Myanmar, và một số ở Bangladesh.
Nó bao gồm Lai Holh (tiếng Hakha-Chin) được nói xung quanh thủ phủ Haka (Hakha/Halkha) của bang Chin ở Myanmar và ở quận Lawngtlai của bang Mizoram, Ấn Độ. Ở Bangladesh là tiếng Bawm của người Bawm. Được biết đến ở địa phương là Hakha Holh, nó có thể là ngôn ngữ được nói nhiều nhất ở bang Chin. Một chi nhánh khác của "Lai Kuki" bao gồm Falam Lai (Laizo, Zahau and Sim), được biết đến với tên "Laitong".
Các ngôn ngữ Lai khác là tiếng Senthang và phương ngữ Zokhua của Hakha Holh được nói ở làng Zokhua.
Ngôn ngữ Lai được sử dụng tại các thị trấn Hakha, Falam, Matupi và Thantlang của bang Chin. Tuy nhiên, ngôn ngữ Lai được nói ở thị trấn Falam được gọi là "Laizo" (Hlawnceu), phương ngữ Zahau và Sim và hơi khác so với phiên bản được nói trong Hakha Lai . Tuy nhiên, 87% việc sử dụng nó trong phương ngữ Laizo và Falam Lai hoặc Laizo là như nhau. Do đó, có thể thông hiểu lẫn nhau giữa Falam Lai và Hakha Lai. Tiếng Laizo rất gần với tiếng Mizo anh chị em của nó, chủ yếu được sử dụng ở bang Mizoram Ấn Độ. Do sự gần gũi với tiếng Mizo, các từ vựng ngôn ngữ Laizo đã được nhìn thấy khá phổ biến trong tiếng Mizo. Có lẽ là do lịch sử mà một số người Mizo đã sống ở phía tây của bang Chin trước khi họ di cư đến Mizoram hiện nay. Lịch sử cũng cho thấy tiếng Mizo có nguồn gốc từ tiếng Zahau (Lai).